# Sebastiscus
Sebastiscus is een geslacht van straalvinnige vissen uit de familie van schorpioenvissen (Sebastidae).

## Soorten
- Sebastiscus albofasciatus (Lacepède, 1802)
- Sebastiscus marmoratus (Cuvier, 1829)
- Sebastiscus tertius (Barsukov & Chen, 1978)